# Perú Libre
Perú Libre (deutsch Freies Peru) ist eine nach eigenem Verständnis links-sozialistische, marxistisch-leninistische und mariateguistische, von Politologen darüber hinaus als linksnationalistisch und gesellschaftskonservativ eingeordnete politische Partei in Peru. Mit Pedro Castillo, der vom 28. Juli 2021 bis zum 7. Dezember 2022 regierte und im Juli 2022 die Partei verließ, stellte die Partei die Staatspräsidentschaft und mit der im Januar 2022 aus der Partei ausgeschlossenen Dina Boluarte die Vizepräsidentschaft; darüber hinaus hatten zwei weitere Parteimitglieder Ministerämter in der Regierung, während es im ersten, kurzlebigen Kabinett von Juli bis Oktober 2021 drei Ministerposten waren.

## Geschichte

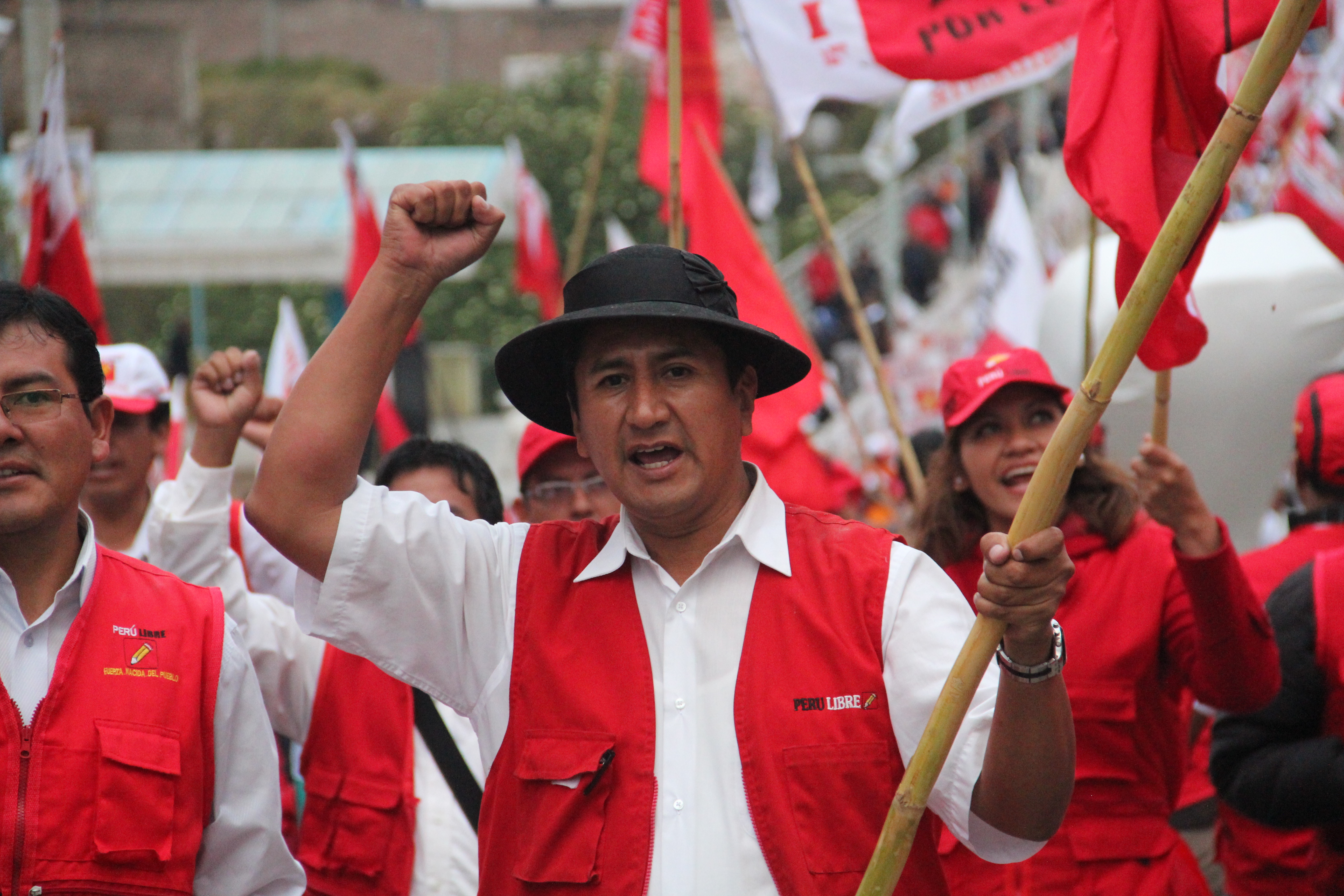
Wahlkampagne von Perú Libre, 2014, in der Mitte Vladimir Cerrón

Die Partei wurde 2008 von dem damaligen Gouverneur der Provinz Junín, Vladimir Cerrón Rojas, unter dem Namen Perú Libertario gegründet.
Bei den Wahlen in Peru 2021 kam Perú Libre bei der Parlamentswahl auf 14,06 % der Stimmen und so auf 37 von insgesamt 130 Abgeordnetenmandaten, wurde also zur größten Fraktion. Als Präsidentschaftskandidat erhielt Pedro Castillo 2.724.752 Stimmen oder 18,92 %, womit er auf den ersten Platz kam. Bei der Stichwahl am 6. Juni 2021 lag er mit 50,125 % der Stimmen knapp vor Keiko Fujimori mit 49,875 %. Perú Libre und Pedro Castillo konnten die stärksten Ergebnisse – in manchen Distrikten über 95 % der Stimmen – in Gebieten mit Quechua- und Aymara-Gemeinden erzielen.
Castillo wurde am 28. Juli 2021, dem 200. Jahrestag der Unabhängigkeit von Spanien, in sein Amt eingeführt. Er bildete eine Koalitionsregierung aus Perú Libre und anderen linken Formationen, darunter Juntos por el Perú und Frente Amplio por Justicia, Vida y Libertad. Die drei von Perú Libre gestellten Minister waren der Premierminister Guido Bellido, der Arbeitsminister Íber Maraví sowie die Ministerin für Entwicklung und soziale Inklusion und gleichzeitig Vizepräsidentin, Dina Boluarte. Guido Bellido und Íber Maraví gelten als besonders enge Vertraute des am Marxismus orientierten Generalsekretärs der Partei, Vladimir Cerrón, und seines Bruders, des Fraktionsvorsitzenden Waldemar Cerrón. Guido Bellido versuchte linke, revolutionäre Forderungen durchzusetzen wie etwa die Nationalisierung der Gasfelder von Camisea in der Provinz La Convención in der Region Cusco. Beide letztgenannte Minister kamen auf Grund dieser linken Positionen unter heftigen Beschuss der Opposition im Parlament und auch von Seiten der Presse, wobei im Falle Bellidos auch dessen offensive, selbstbewusste Verwendung der Quechua-Sprache auf starke Ablehnung stieß. So drohte eine Blockade der Regierungsarbeit durch das Parlament. Anfang Oktober bat Präsident Castillo schließlich Bellido um seinen Rücktritt, um so die „Regierungsfähigkeit“ (gobernabilidad) wieder herzustellen. Mit dem Rücktritt Guido Bellidos am 6. Oktober 2021 schied auch der von Perú Libre gestellte Íber Maraví als Arbeitsminister aus, und nur letzterer wurde durch eine andere Perú-Libre-Politikerin ersetzt, nämlich Betssy Chávez Chino, während Dina Boluarte blieb und Bellido durch die Frente-Amplio-Politikerin Mirtha Vásquez ersetzt wurde. So gab es nur noch zwei Minister von Perú Libre in der Regierung. Während die Fraktionen der Opposition den Rücktritt Bellidos begrüßten, kritisierte die von Waldemar Cerrón geleitete Fraktion von Perú Libre die Regierungsumbildung scharf mit den Worten, der Weggang Bellidos und des Arbeitsministers Iber Maraví seien „Verrat an allen Mehrheiten, die lange Jahre darauf gewartet haben, an die Macht zu kommen, um beachtet zu werden“. Die Fraktion unterstütze die neue Regierung nicht, werde aber auch keine Obstruktionspolitik betreiben. Die Perú-Libre-Abgeordnete Silvana Robles Araujo sprach gar von einem „politischen Selbstmord“ Castillos, der sich von der Ultrarechten den Weg hin zur Amtsenthebung des Präsidenten habe aufzwingen lassen. Die Financial Times sprach im Zusammenhang mit der „Amtsenthebung“ Bellidos von einer Umkehr der Regierungspolitik Castillos weg von einem linken Kurs hin zur politischen Mitte und einer Distanzierung Castillos von seiner marxistischen Partei (Perú Libre), die ihm zur Macht verholfen hatte.

## Parteiflügel in der Kongressfraktion von Perú Libre
Von den 2021 in den Kongress gewählten 37 Abgeordneten der Fraktion Perú Libre sind acht Lehrer, die aus den südlichen Regionen Arequipa, Tacna, Moquegua, Cusco, Puno und Apurímac stammen. Anfang August wurde nach Konstituierung der Fraktion Waldemar Cerrón zum Fraktionssprecher gewählt. Von 36 Fraktionsmitgliedern (ohne den Premierminister Guido Bellido) erhielt er 15 Stimmen, während sich der „Lehrer-Flügel“ der Stimme enthielt. Angesichts der widerstreitenden Positionen von Perú Libre in Hinblick auf den Kurs der Regierung Pedro Castillo treten die Rollen der beiden Flügel in der Kongressfraktion stärker zu Tage: einerseits ein marxistisch orientierter Flügel um den Fraktionssprecher Waldemar Cerrón, der die Konfrontation mit Präsident Castillo sucht und mindestens zehn Abgeordnete umfassen soll, und andererseits eine Gruppe um die Rechtsanwältin Betssy Chávez Chino, die dem „Lehrer-Flügel“ um die Lehrerin Katy Ugarte Mamani nahesteht und den Präsidenten Castillo – ebenfalls Lehrer – unterstützt.
Angesichts der Ankündigung des Generalsekretärs Vladimir Cerrón am 14. Oktober 2021, Perú Libre werde dem von Pedro Castillo eingesetzten Kabinett unter Mirtha Vásquez nicht das Vertrauen aussprechen, die in der Regierung verbliebenen Parteimitglieder von Perú Libre Dina Boluarte und Betssy Chávez verträten nicht die Partei und es werde eine Neuordnung der Kongressfraktion von Perú Libre geben müssen, stehen der Fraktion schwere Konflikte bevor. Am 4. November 2021 sprach der peruanische Kongress Mirtha Vásquez mit 68 Stimmen bei 58 Gegenstimmen das Vertrauen aus. Von den 37 Abgeordneten von Perú Libre stimmten 19 um den „Lehrer-Flügel“ für Vásquez, während 16, darunter Guido Bellido, Guillermo Bermejo und Waldemar Cerrón, gegen sie stimmten. Als der peruanische Kongress am 7. Dezember 2021 einen Antrag der rechtsgerichteten Abgeordneten Patricia Chirinos (Avanza País) zur Einleitung eines Amtsenthebungsverfahrens gegen Pedro Castillo ablehnte, stand die gesamte Fraktion von Perú Libre hinter dem Präsidenten. Nachdem 16 Abgeordnete von Perú Libre am 17. Dezember 2021 statt für eine Rüge gegen die konservative Parlamentspräsidentin María del Carmen Alva (Acción Popular) zu stimmen sich enthalten hatten, verließen die drei Abgeordneten Guillermo Bermejo, Betssy Chávez und Hamlet Echeverría (und damit zwei wichtige Vertreter des „Lehrer-Flügels“) aus Protest die Fraktion von Perú Libre.

## Ideologie
Nach Aussage des Generalsekretärs Vladimir Cerrón ist die Partei Perú Libre links-sozialistisch, marxistisch-leninistisch und mariateguistisch. Er streicht heraus, dass die Partei ihren Ursprung in der Provinz hat (gegründet wurde sie von Cerrón in der Region Junín, wo er Gouverneur war) und damit das „tiefe Peru“ (Perú profundo) vertrete, weshalb sie sich für die bedürftigsten Bevölkerungen einsetze, während das im Bündnis Juntos por el Perú mitarbeitende Nuevo Perú und die Wahlkoalition Frente Amplio ihren Ursprung in der Hauptstadt hätten und deshalb das offizielle Peru verträten. Der peruanische Politologe Carlos Meléndez Guerrero hebt hervor, dass Guido Bellido an der Universidad Nacional de San Antonio Abad del Cusco (UNSAAC) ausgebildet wurde, wo es eine starke linke Strömung und gleichzeitig eine Orientierung auf die Provinz gebe. Perú Libre sei „Anti-Lima, antizentralistisch, gegen das spanische Erbe und mit dem Marxismus-Leninismus verbunden“. Er bezeichnet Guido Bellido als „Exponent des konservativen Radikalismus der Andenregionen Perus“. Dadurch, dass Bellido im Parlament in seiner Muttersprache Quechua sprach, brachte er die aus Lima stammenden Abgeordneten der rechten Opposition, die ihn nicht verstanden, gegen sich auf. Der politische Analyst Luis Esteban González Manrique schreibt hierzu: „Damit, dass er [im Kongress] Quechua spricht, signalisiert Bellido, dass diejenigen, die immer die Macht hatten, sie nun nicht mehr haben.“
Die Partei steht wirtschaftspolitisch weit links und fordert die Verstaatlichung von Schlüsselindustrien wie der Strom- und Wasserversorgung sowie der lukrativen Rohstoff- und Bergbaubranche. Des Weiteren sollen Sozialprogramme zur Bekämpfung der Armut im Land ausgebaut werden.
Außenpolitisch soll die politische Integration Lateinamerikas vertieft werden. Das Verhältnis zu den linken Regierungen von Kuba und Venezuela ist allerdings ambivalent. Einerseits herrscht eine ideologische Nähe der Partei zu den linksautoritäten Regierungen dieser Länder, für die Generalsekretär Vladimir Cerrón die Unterstützung seiner Partei hervorhebt, andererseits distanziert sich Castillo vorsichtig vom Chavismus von Präsident Hugo Chávez.
Die aus der Ära des autoritären Präsidenten Alberto Fujimori stammende Verfassung soll durch eine neue ersetzt werden.
Mit dem Aufstieg Castillos nahm die Partei gesellschaftspolitisch deutlich konservative Züge an. Ursprünglich vertrat die Partei liberale Standpunkte in Fragen wie Abtreibung und Homosexualität, inzwischen wurden diese Standpunkte verworfen, zudem fordert Castillo die Einführung der Todesstrafe für bestimmte Verbrechen.